# 電解ニッケルめっき
電解ニッケルめっき(でんかいニッケルめっき)とは水溶液中で通電による電子の還元力により、被めっき物に金属ニッケル皮膜を作成する表面処理の一種である。被めっき物は通電可能であること、つまり電気を通すものであることが電解ニッケルめっきの条件である。
電解ニッケルめっきの主な目的を以下に示す。
- 装飾
- 機能
- 電鋳

装飾目的の皮膜は主に滑らかな鏡面光沢の光沢ニッケルめっきである。機能目的の皮膜は、目的にあわせて光沢ニッケルめっき、半光沢ニッケルめっき、スルファミン酸ニッケルめっき、黒色めっきなどから選択する。装飾目的、および機能目的での貴金属めっきの下地めっきとしても利用される。ニッケル電鋳は主にスルファミン酸ニッケル浴で行われる。スルファミン酸ニッケル浴から得られる皮膜は、内部応力が小さいため、電鋳に適している。

## ニッケルめっき浴の種類と用途

### ワット浴
ワット浴とは硫酸ニッケル、塩化ニッケル、ホウ酸を主成分とするもっとも実用的で有名なニッケルめっき浴である。1915年に O.P.Watts により開発され、開発者の名に因んでこの名が付けられた。ワット浴からの析出皮膜は素地との密着性がよく、半光沢で耐食性がある。このため下地めっきとして用いられることが多い。鏡面光沢の皮膜を作成するために、以前はバフ研磨後にクロムめっきが行われていたが、光沢添加剤が開発されている現在ではその必要はない。以下に代表的な光沢添加剤を示す。
- 一次光沢剤

皮膜の結晶を微細化することにより光沢を付与する働きをする。
- 芳香族スルホン酸類（ベンゼンスルホン酸 etc.）
- 芳香族スルホンアミド類（p-トルエンスルホンアミド etc.）
- 芳香族スルホンイミド類（サッカリン etc.）

- 二次光沢剤

一次光沢剤では得られない、小さな傷を埋める働き、つまりレベリング効果を付与する働きをする。
- アルデヒド類（ホルムアルデヒド etc.）
- アリル、ビニル化合物（アリルスルホン酸 etc.）
- アセチレン化合物（2-ブチン-1,4-ジオール etc.）
- ニトリル類（エチルシアンヒドリン etc.）

一次光沢剤は組成中に硫黄を含んでおり、ニッケルとともに共析する。皮膜中の硫黄量が増加すると、電気化学的電位は卑となり、腐食しやすくなる。

### スルファミン酸浴
スルファミン酸浴は電鋳用として広く用いられる。浴組成はスルファミン酸ニッケルとホウ酸が主体で、他に塩化ニッケルや必要に応じて光沢剤なども加える。スルファミン酸浴からの析出皮膜は内部応力が小さいため、めっき皮膜を素地から引き剥がしやすい。そのため、電鋳に利用されることが多い。応力の大きいめっき皮膜では反り返りが起こるため引き剥がすことは困難である。

### ウッド浴（ストライク浴）
ウッド浴はストライク浴とも呼ばれ、被めっき物の活性力を高めるために塩化ニッケルで構成される。また、塩酸を添加し、浴を強酸性にしていることも大きな特徴の一つである。浴の水素イオン濃度を高くすることで電流効率を低下する。めっき中に陰極から大量の水素ガスを発生させ、陰極表面を還元雰囲気にすることにより、被めっき物表面の酸化物を金属に還元しながらめっきするため、非常に密着性の良いめっきが可能となる。ステンレスなど表面が酸化膜で覆われている物質に対して非常に有効なめっきである。

### 黒色ニッケルめっき浴
黒色ニッケルめっきは主に装飾に利用されるが、太陽光選択吸収皮膜として利用されることもある。黒色ニッケルめっき浴の特徴は、金属イオンとしてニッケルの他に亜鉛が含まれていることである。浴に含まれる亜鉛イオンはめっき皮膜に共析するので、黒色ニッケルめっきは厳密には「ニッケル・亜鉛合金めっき」である。黒色ニッケルめっきは光沢が無く、もろいため厚付けめっきには適さず、膜厚2μm程度が限度である。

## めっき浴組成各成分の働き
ここでは、もっとも一般的なワット浴に関する浴組成について記述する。

### 硫酸ニッケル
硫酸ニッケルはめっき浴のニッケルイオンの供給源および、硫酸イオンによる浴の導電性の維持の役割がある。硫酸ニッケルが不足すると、電流効率が低減しエッジ部などの高電流部に焦げが生じやすくなる。

### 塩化ニッケル
塩化ニッケルはめっき浴のニッケルイオンの供給源であるが、主目的は塩化物イオンの供給である。塩化物イオンの腐食性により、ニッケル陽極からニッケルがイオンとして溶解することを円滑にする効果がある。塩化ニッケルが不足すると陽極が不動態化し印加電圧の上昇が起こる。一方で、塩化ニッケルが過剰となると皮膜硬度が上昇し、内部応力も高くなるので適度に管理する必要がある。

### ホウ酸
ホウ酸は緩衝剤として知られているが、ワット浴はpH4付近であるためホウ酸の緩衝作用は作用しない。ワット浴における陽極電流効率はほぼ100%であるのに対して、陰極電流効率は95～98%と低い。そのため、陰極での水素ガス発生により浴中の水素イオンが消費され、浴のpHは徐々に上昇する。しかし、ホウ酸により上昇したpHが元に戻ることはなく、めっき現場では毎日pH調整のためにホウ酸を添加しているのが実状である。近年では、ホウ酸は「陰極における水素ガス発生そのものを抑制してpH上昇を防ぎ、焦げを防止する。」役割を果たすと考えられている。

## 陽極
電解ニッケルめっきの陽極として用いる金属ニッケルは高純度で、円滑に溶解するものでなければならない。一般的に使用されるものを以下に示す。
- 電解ニッケル
- カーボナイズド・ニッケル(スライム発生防止のために微量の炭素とケイ素を添加)
- サルファ・ニッケル（不動態化防止のために微量の硫黄を添加）
- デポライズド・ニッケル（円滑な溶解のために酸素を添加）

一般的には電解ニッケルが用いられるが、高電流作業などの場合それ以外の溶解性の物を用いる。
陽極の形状としては、板状の物を用いても良いが、一般的には小片にした物をチタン性のバスケットに入れて用いることが多い。陽極は電解によりスライムと呼ばれる溶解残渣を生じ、これが品物に付着するとザラになる。これを防ぐために布製のアノード・バッグを陽極に装着することが一般的に行われている。

## 撹拌
高電流部やエッジ部において、ニッケルイオンの消耗が大きく、ニッケルイオンの供給が十分に行われないと、水の電気分解が起こり、水素ガスが発生する。このとき、陰極界面のpHが上昇してニッケルの水酸化物が生じて陰極面に析出し、いわゆる『焦げ』が生じる。焦げの発生を防止するためにはめっき浴の撹拌を行い、陰極界面へニッケルイオンを十分に供給する必要がある。撹拌の方法としては、エア撹拌、液流動、カソードロッキングなどがあるが、ニッケルめっきの場合はエア撹拌が一般的。

## ろ過
外部からめっき浴に持ち込まれた固形微粒子がめっき作業中に品物に付着するとザラになることがある。これを防ぐため、めっき液を連続的にろ過する必要がある。また、光沢剤の分解生成物を除去するために、ろ過器に活性炭を充填して連続ろ過を行うことも一般的に行われている。

## 複合めっき
マトリックス金属としてニッケルを利用し、種々の不溶性の微粒子を共析させることにより、様々な機能を付加させることができる。代表的な機能を以下に示す。
- 耐摩耗性皮膜 -炭化ケイ素 (SiC)、酸化アルミニウム (Al2O3)、B4C、ダイヤモンドなどを共析させる。
- 潤滑性皮膜 -テフロン (PTFE)、フッ化黒鉛などを共析させる。
- 耐摩耗性・潤滑性混合皮膜 -SiC + BN、Si3N4 + BN、Si3N4 + CaF2などを共析させる。
- 耐食性皮膜 -Cr、Mo、W、Tiなど金属微粉末を共析させる。

複合めっきで利用される微粒子の粒径は0.2–0.25μm程度で、応用されるものにより選択する。
複合めっきの微粒子の条件を以下に示す。
- めっき液に溶解しない
- 非触媒性
- 非触媒毒性
- 好分散性